# Aballay (apellido)
Aballay es un apellido originario principalmente de la región del noroeste de Argentina, en las actuales provincias de Catamarca, La Rioja y el norte de San Juan. Este apellido se vincula históricamente con los pueblos originarios, especialmente las comunidades Diaguitas.

## Orígenes y Etimología
Antes de la llegada de los europeos, los pueblos originarios de Argentina no utilizaban apellidos en el sentido occidental. Sus sistemas de identificación se basaban en nombres individuales, a menudo complementados con referencias a su linaje, clan, lugar de origen o características personales. Por ejemplo, era común identificar a una persona mencionando su nombre seguido del nombre de su padre o madre, o asociándola con una característica distintiva. Las autoridades coloniales, al establecer registros civiles y religiosos, requerían apellidos para identificar a las personas según las normas europeas. En algunos casos, se adoptaba un nombre cristiano tras ser bautizado y se adoptaba el apellido del padrino, del encomendero o el nombre originario pasaba a ser su apellido.
Aballay es un apellido de posible origen indígena, vinculado al idioma Kakán del pueblo Diaguita. La terminación «ay», común en apellidos de la región, sugiere una conexión con las estructuras lingüísticas del Kakán, un idioma casi extinto del que solo quedan algunos topónimos y apellidos.
En sus publicaciones, autores como Lafone Quevedo y De la Vega Díaz, analizaron la posible raíz del apellido « Aballay» o «Ahuallay».Lafone Quevedo sugiere que la terminación en «y» puede considerarse un sufijo patronímico que indicaría posesión o relación, similar a «el de» o «hijo de». Según el Glosario de la lengua atacameña (1896), la partícula se traduce como «su» o «suyo», lo que refuerza la idea de pertenencia.Según su posible origen, el apellido podría tener dos interpretaciones distintas. Si su raíz es «ahua», que significa «tela urdida» o «tejer», podría interpretarse como «hijo del tejedor» o «hijo del artesano». Por otro lado, si la raíz es «hahua», de sonido similar y que hace referencia a «afuera» o «extranjero», el significado podría ser «hijo del forastero» o «hijo del extranjero».

## Periodo Virreinal
El apellido Aballay está documentado en registros históricos del Virreinato, en particular en los padrones y documentos de encomiendas de los siglos XVI y XVII. Ejemplo de ello es el caso de «Pedro Aballay» quien es mencionado en registros por disputas legales por tierras en La Rioja durante el virreinato.

## Distribución geográfica
Históricamente, el apellido Aballay se concentraba en el noroeste argentino, especialmente en las provincias de Catamarca y La Rioja. Sin embargo, a lo largo de los siglos, se ha registrado su presencia en otras áreas, como la región del Huasco en Chile. Este fenómeno de dispersión es común en muchos apellidos diaguitas debido a los pasos naturales y sus estrechos vínculos con el país vecino, migraciones forzadas o voluntarias en busca de mejores oportunidades y reubicaciones en tiempos virreinales.

## En la cultura popular
- «Aballay» cuento de Antonio di Benedetto[8]
- Aballay, el hombre sin miedo es una película del género western-gauchesco de 2010 coescrita y dirigida por Fernando Spiner.

## Figuras relevantes
- Roberto Aballay, futbolista.
- Guido Aballay, futbolista.
- Alejandro Aballay, biólogo.